# Rejon İmişli
Rejon İmişli (azer. İmişli rayonu) – rejon w centralno-południowym Azerbejdżanie.